# SPARK (THE YELLOW MONKEYの曲)
「SPARK」（スパーク）は、1996年7月10日に発売されたTHE YELLOW MONKEYの10作目のシングル。発売元は日本コロムビア・トライアドレーベル。

## 概要
- 前作「JAM/Tactics」がロングヒットし、勢いに乗っている中でのリリースとなった。初のトップ3入りを果たし、累計55万枚を売り上げた。シングルでは、13thシングル「BURN」、前作に次いで自身3番目の売り上げを記録している。
- 日本コロムビアから発売された最後のシングル。後にTHE YELLOW MONKEYはファンハウス（現・アリオラジャパン）への移籍を発表。そのため「JAM」同様、権利面の関係もあり次のアルバム『SICKS』には未収録となった。その後、バンド解散後の2004年に発売されたベストアルバム『MOTHER OF ALL THE BEST』に公式アルバムとして初収録された。
- 2016年7月2日放送の『THE MUSIC DAY』に出演して本曲が披露され、バンド再結成後の最初のテレビ出演において披露した楽曲となった[1]。

## 制作背景
- 前作「JAM」が結果的に大ヒットを記録したものの、前々作「太陽が燃えている」の様な楽曲を求めていたレコード会社側にとっては予想外のバラードだった事を受けて、「次はアッパーな曲を作るから」という口約束をディレクターと交わして作られた、キャッチーでアップテンポなロックチューンである。吉井は「きっちりとヒットシングルを作るんだという思いがあった」と語っている[2]。ディレクターに曲を渡す際にリリース候補として、同じくアップテンポな次シングル「楽園」も聴かせたが、「SPARK」のほうがキャッチーだという理由で選ばれた[3]。
- 本楽曲の歌詞に関して、吉井は「セックスを違う表現でと、最初から意図して作った」と語っている[4]。また、「（移籍する）コロムビアっていうか、過去への決別の意味も歌詞に含まれている」と語っている[5]。
- 1996年の「TOUR '96 FOR SEASON “野性の証明”」ではツアーのオープニング曲として披露されたが、吉井は「1曲目に披露する曲をいつも迷っていたため、1曲目用として作った側面もある」と語っているほか、「（ライブが）静かな曲から始まる構想は今までもあったため、そこからガーッと変えられるのは『SPARK』だろうと思った」と語っている[6]。
- 制作段階では「SPARK」と「MOONLIGHT DRIVE」のどちらをA面にするか決めておらず、ジャケット写真撮影の際にも決定していなかった。当時のディレクターである宗清裕之は「SPARK」をA面として推していたが、メンバーからは「『MOONLIGHT DRIVE』のほうがいい」という意見もあり、最終決定までには時間を要した[7]。吉井は「SPARK」と「MOONLIGHT DRIVE」のどちらがシングルになっても良いというスタンスであったという[8]。
- 本作のジャケット写真を撮影したのは、1995年からTHE YELLOW MONKEYのオフィシャルフォトグラファーを務めている有賀幹夫。有賀によるTHE YELLOW MONKEYのジャケット撮影としては今作が初となる[7]。

## 収録曲
全曲 作詞・作曲：吉井和哉 / 編曲：THE YELLOW MONKEY
1. SPARK
TBS系『COUNT DOWN TV』96年7月度エンディングテーマ。2009年7月からパチンコ『CR忍術決戦 月影』に使用された。
2017年の「TATERU」CMテーマ（本田圭佑出演）に同年の新録バージョン（アルバム『THE YELLOW MONKEY IS HERE. NEW BEST』収録）が起用された[9]。
2013年に行われた『イエモン-FAN'S BEST SELECTION-』のファン投票で9位を獲得した。
2. MOONLIGHT DRIVE
2013年にベスト盤『イエモン-FAN'S BEST SELECTION-』の特設サイトで行われた「私のTHE YELLOW MONKEY『この1曲』」という企画において、9mm Parabellum Bulletのボーカルである菅原卓郎と、THE YELLOW MONKEYのカメラマンを担当した有賀幹夫がこの曲を投票している[10]。また、再集結後初となる2017年12月28日のヤフオク!ドームで約21年ぶりの披露となった。
3. SPARK (TV-MIX)
インストゥルメンタル。

## 影響
女性アイドルグループBiSHの楽曲「スパーク」は、「SPARK」の歌詞に似せたフレーズがあることを作詞した渡辺淳之介が語っている。

## ミュージックビデオ
本作のミュージックビデオは、今作以降THE YELLOW MONKEYのPVを多く手掛ける高橋栄樹が初めて監督を務めた。バンドメンバーと高橋の打ち合わせではしきりにUFOの話をしていた。MVに出て来るUFOは、当初プラモデルを用意していたが、もっとイメージに合うものにするため東急ハンズで材料を調達して製作した。

## 収録作品
SPARK
- 『TRIAD YEARS actI〜THE VERY BEST OF THE YELLOW MONKEY』（1996年12月7日）
- 『TRIAD COMPLETE BOX』（1997年12月10日）
- 『THE YELLOW MONKEY SINGLE COLLECTION』（1998年12月10日）
- 『MOTHER OF ALL THE BEST』（2004年12月8日）
- 「Romantist Taste 2012」（2012年10月10日）※ライブテイク
- 『イエモン-FAN'S BEST SELECTION-』（2013年7月31日）
- 『THE YELLOW MONKEY IS HERE. NEW BEST』（2017年5月21日）※セルフカバー
- 『Live Loud』(2021年2月3日)※ライブテイク

MOONLIGHT DRIVE
- 『TRIAD COMPLETE BOX』（1997年12月10日）※DISC6にはカラオケバージョン
- 『MOTHER OF ALL THE BEST』（2004年12月8日）※初回盤DISC3
- 『Live Loud』初回盤(2021年2月3日)※ライブテイク

## カバー
SPARK
- 秦基博（2009年12月19日、『THIS IS FOR YOU〜THE YELLOW MONKEY TRIBUTE ALBUM』）
- BiSH（2023年3月22日、ラストシングル『Bye-Bye Show』カップリング）

### 吉井和哉によるセルフカバー
SPARK
- DVD（初回盤のみCD付属）『THANK YOU YOSHII KAZUYA Live At Budokan』（2007年）
- DVD/Blu-ray+CD『10-TEN-』（2013年）

MOONLIGHT DRIVE
- DVD/Blu-ray『YOSHII KAZUYA STARLIGHT TOUR 2015』（2015年）